# 皆森水希
皆森 水希（みなもり みずき、12月4日 - ）は、日本の女性声優。アーツビジョン所属。千葉県出身。

## 来歴
日本ナレーション演技研究所卒業。

## 人物
趣味は大人の塗り絵、羊毛フェルト、ネイルアート。特技は困った顔、水泳。

## 出演

### テレビアニメ
2021年
- クレヨンしんちゃん（2021年 - 2023年、セレブC、ギャル、大学生D、テレビ音声B、女子高生B 他）

2022年
- アイドリッシュセブン Third BEAT!（女性E）

2023年
- ポーション頼みで生き延びます!（モル）

2024年
- 名探偵コナン（生徒）
- ヴァンパイア男子寮（店員）
- 先輩はおとこのこ（同級生C）
- パズドラ（子ども）

2025年
- どうせ、恋してしまうんだ。
- TO BE HERO X（女の子）

### 劇場アニメ
- 化け猫あんずちゃん（2024年）

### Webアニメ
- あたしンちNEXT（2024年、生徒〈ガヤ〉）

### ゲーム
- ブラウンダスト（2022年、エレシア[17]）
- 誰ガ為のアルケミスト（2022年、サリア[18]）
- ブラウンダスト2（2023年 - 2025年、マリア[19]、エリーゼ[20]）
- ドラゴンクエストX 未来への扉とまどろみの少女 オンライン（2024年、少年イルシーム、リオネ[21]）
- アラド戦記（2024年、シャノン・マイア）
- 逆転オセロニア（2025年、ラウナス）

### ドラマCD
- ツキウタ。キャラクターCD・4thシーズン12 霜月隼｢彩を失う｣ (記者、社員)
- プラチナコール〜ホスト科男子に恋をする〜

### BLCD
- バーチャルくんはおとなりさんから逃げたい（2023年、店員[22]）
- フロウフルレメディ（2024年、保育士[23]）

### 吹き替え

#### アニメ
- 龍族 -The Blazing Dawn-（2024年、学生）

### ナレーション
- GROUNDBREAKERS クボタ2022新春オンラインイベント サステナブル農業計画
- シャクリー プロモーション動画
- チャイルド社 新卒採用リクルートビデオ
- できる韓国語 中・高校生の基本編
- 東京都自立学習 生徒の社会的・職業的自立に向けた探究的な学習活動のための映像教材

### オーディオブック
- audible
  - 1週間に1つずつ体がバテない食薬習慣（ナレーション）
  - 気づくだけで人生が好転する思考のレッスン（ナレーション）
  - 潜在意識とつながる超実践法　全部叶う「新しい私」の教科書
  - リアル鬼ごっこ リプレイ（朗読）